# Sporting Club de Huelva
Lo Sporting Club de Huelva, principalmente noto come Huelva o anche Fundación Cajasol Sporting Club de Huelva per ragioni di sponsorizzazione, è una squadra di calcio femminile spagnola con sede nella città di Huelva, iscritto alla Primera División, massima serie del campionato spagnolo femminile di calcio.
Dalla stagione 2012-13 si trasferì prima a Trigueros per poi spostarsi a San Juan del Puerto, per tornare definitivamente nel capoluogo andaluso, dove gioca le sue partite con il nome ufficiale Fundación Cajasol Sporting.

## Storia
Su iniziativa di Antonio Toledo Sanchez, lo Sporting de Huelva venne fondato il 2 luglio 1979, originariamente come club che schierava formazioni giovanili di calcio maschile. Il club partecipò a tornei provinciali per bambini e calcio giovanile fino alla stagione 1987-1988.
Nel 2004, dopo 16 anni di inattività, il suo fondatore, Antonio Toledo, assieme a Manuela Romero Landa, che fu fondatrice dell'Estudiantes, decise di rifondare il club come squadra di calcio femminile. Dopo aver vinto il campionato provinciale, nella stagione 2005-2006 la squadra vinse gli spareggi della Liga Nacional e venne promossa nella Superliga Femenina. Dal suo esordio nella massima serie è riuscito a rimanere nel livello di vertice del campionato spagnolo, raggiungendo la migliore prestazione con il terzo posto nel gruppo B nella stagione 2009-2010. Il migliore risultato sportivo lo ottenne nel 2015 con la conquista della Copa de la Reina, grazie alla vittoria per 2-1 sulle avversarie del Valencia.

## Calciatrici

### Ex giocatrici nazionali
| Nazionale  | Calciatrici                                                       |
| ---------- | ----------------------------------------------------------------- |
| Spagna     | Noelia Aybar, Priscila Borja, Alharilla Casado, Dolores Gallardo  |
| Brasile    | Renata Capobianco, Thais Ribeiro, Dayane da Rocha, Fabiana Simões |
| Bulgaria   | Silvia Radoyska                                                   |
| Colombia   | Lady Andrade                                                      |
| Kazakistan | Irina Saratovtseva                                                |
| Portogallo | Rita Carneiro, Mónica Gonçalves                                   |
| Romania    | Olivia Oprea, Laura Rus                                           |
| Slovacchia | Lucia El-Dahaibiová                                               |

## Palmarès
- Coppa della Regina: 1

2015
- 1 Copa Federación: 2003
- 1 Campeonato Provincial: 2005
- 1 Liga Nacional (2ª División): 2006
- 2 Copas de Andalucía: 2014, 2015

## Organico

### Rosa 2023-2024
Rosa e numeri come dai siti ufficiale e laliga.com.
| N. |                        | Ruolo | Calciatrice               |
| -- | ---------------------- | ----- | ------------------------- |
| 1  | Inghilterra (bandiera) | P     | Chelsea Ashurst           |
| 2  | Polonia (bandiera)     | D     | Katarzyna Konat           |
| 3  | Brasile (bandiera)     | D     | Ana Carol                 |
| 4  | Venezuela (bandiera)   | A     | Raiderlin Carrasco        |
| 5  | Uruguay (bandiera)     | D     | Yannel Correa             |
| 6  | Spagna (bandiera)      | C     | María Cienfuegos (Cienfu) |
| 7  | Australia (bandiera)   | C     | Anna Margraf              |
| 8  | Spagna (bandiera)      | A     | Isabel Corte (Isina)      |
| 9  | Spagna (bandiera)      | C     | María Ruiz                |
| 10 | Svezia (bandiera)      | C     | Sofia Hagman              |
| 11 | Slovacchia (bandiera)  | C     | Patrícia Hmírová          |
| 12 | Spagna (bandiera)      | A     | Bárbara López             |
| 13 | Slovenia (bandiera)    | P     | Zala Meršnik              |
| 14 | Spagna (bandiera)      | D     | Laia Ballesté             |

| N. |                     | Ruolo | Calciatrice            |
| -- | ------------------- | ----- | ---------------------- |
| 15 | Spagna (bandiera)   | D     | Patri Ojeda            |
| 16 | Spagna (bandiera)   | C     | Sandra Castelló        |
| 17 | Spagna (bandiera)   | C     | Sarai Gomez            |
| 17 | Spagna (bandiera)   | C     | María Carvajal         |
| 18 | Spagna (bandiera)   | C     | Paula Albarran         |
| 19 | Spagna (bandiera)   | D     | Paula Romero           |
| 21 | Canada (bandiera)   | A     | Jessica De Filippo     |
| 23 | Giappone (bandiera) | C     | Miku Kojima            |
| 24 | Polonia (bandiera)  | A     | Katarzyna Białoszewska |
| 27 | Spagna (bandiera)   | C     | Eva Cintado            |
| 28 | Spagna (bandiera)   | A     | Tatiana Barroso (Tati) |
| 30 | Spagna (bandiera)   | P     | Irene Saldaña          |
|    | Giappone (bandiera) | C     | Miku Itō               |

### Rosa 2016-2017
Rosa e numeri come da sito ufficiale.
| N. |                    | Ruolo | Calciatrice            |
| -- | ------------------ | ----- | ---------------------- |
| 1  | Spagna (bandiera)  | P     | Sara Serrat            |
| 3  | Romania (bandiera) | D     | Elena Pavel            |
| 4  | Spagna (bandiera)  | D     | Sandra García          |
| 5  | Spagna (bandiera)  | D     | Cinta Rodríguez        |
| 6  | Spagna (bandiera)  | D     | Maite Albarrán         |
| 7  | Spagna (bandiera)  | C     | Anita Hernández        |
| 8  | Spagna (bandiera)  | C     | Irene Rodríguez        |
| 9  | Spagna (bandiera)  | A     | Cristina Martín-Prieto |
| 10 | Brasile (bandiera) | C     | Juliete Oliveira       |

| N. |                      | Ruolo | Calciatrice        |
| -- | -------------------- | ----- | ------------------ |
| 11 | Brasile (bandiera)   | A     | Patrícia Sochor    |
| 12 | Spagna (bandiera)    | A     | Gabi Gutiérrez     |
| 13 | Brasile (bandiera)   | P     | Thais Picarte      |
| 16 | Spagna (bandiera)    | D     | Sandra Castelló    |
| 17 | Spagna (bandiera)    | D     | Sandra Bernal      |
| 19 | Spagna (bandiera)    | C     | Jenny Benítez      |
| 20 | Ucraina (bandiera)   | C     | Vira Djatel        |
| 21 | Guatemala (bandiera) | A     | Ana Lucía Martínez |